# Sistema piramidale (esercizio coi pesi)
Il sistema piramidale o piramidale (dall'inglese Pyramid system o Pyramid) è una tecnica applicata nell'allenamento con sovraccarichi, ovvero in discipline come body building, powerlifting, weightlifting e fitness.

## Definizione
Il  sistema piramidale è una delle più note metodiche applicate nell'esercizio con i pesi, coinvolgendo più serie di un esercizio. Sebbene venga identificato in svariate maniere a seconda degli autori, esistono diverse varianti del metodo, e il punto comune tra tutti è il cambio del carico con il progredire delle serie in maniera crescente o decrescente. Esistono essenzialmente quattro varianti del  metodo piramidale; le  mezze piramidi consistono nel variare il peso progressivamente solo in maniera crescente (Light to heavy) o decrescente (Heavy to light) durante le serie previste, mentre le  piramidi doppie o con ritorno (da alcuni riconosciute come le  piramidi classiche) prevedono che i sistemi crescente e decrescente vengano uniti tra loro consecutivamente. Partendo ad esempio da carichi bassi si arriva a sollevare il massimo del carico durante la progressione delle serie, per poi tornare progressivamente verso il peso iniziale. Il processo può essere svolto anche in maniera inversa (Light to heavy/Heavy to light o Heavy to light/Light to heavy).

### Mezze piramidi

#### Piramide crescente o ascendente: Light to heavy
La  piramide crescente o  ascendente, più comunemente conosciuta come Light to heavy (da leggero a pesante), venne in passato riconosciuta come Sistema DeLorme per via del ricercatore a capo dell'équipe che per prima la testò in alcuni studi alla fine degli anni quaranta. Essa rappresenta la versione classica del Sistema piramidale, in cui la prima serie parte con carichi relativamente leggeri, e il peso viene incrementato progressivamente ad ogni serie successiva. Col progredire delle serie e l'incremento graduale del carico, viene imposto di conseguenza lo svolgimento di meno ripetizioni. In altre parole, il carico viene aumentato ad ogni serie, e le ripetizioni vengono diminuite. Il sistema permette di passare da carichi leggeri a pesanti, e viene spesso usato per sviluppare la forza. Il sistema DeLorme divenne popolare negli anni cinquanta e sessanta quando l'equipe di DeLorme et al. (1948) riportarono un significativo incremento della forza durante un programma di allenamento a breve termine in cui venivano svolte 3 serie da 10 ripetizioni applicando questo metodo. Nell'originale Sistema DeLorme, il carico utilizzato nella prima serie era pari al 50% dei 10 RM dell'atleta, del 66% dei 10 RM nella seconda serie, e del 100% dei 10 RM nella terza serie. 10 RM, ovvero 10  ripetizioni massime (Repetition maximum), significa che il carico scelto deve permettere all'atleta di eseguire non più di 10 ripetizioni, che equivalgono circa al 75% di 1 RM. Ad ogni modo possono essere applicate delle variabili a queste percentuali. Anche se l'originale sistema di DeLorme prevedeva intensità, percentuali e numero di serie e ripetizioni definite, la  piramide crescente assume tratti più generici, dove il concetto essenziale è quello del progressivo aumento del carico.

#### Piramide decrescente o discendente: Heavy to light
Il  piramide decrescente o  discendente, meglio nota come heavy to light (da pesante a leggero), venne in origine nominata come Oxford system. Questa prevede la procedura inversa rispetto al  sistema DeLorme, per tale motivo riconosciuta anche come  piramide inversa. La prima serie inizia con carichi pesanti, mentre segue una riduzione progressiva con l'avanzare delle serie successive. Come il  sistema DeLorme, anche l'Oxford divenne popolare tra gli anni cinquanta e sessanta, e diversi studi riportarono un incremento della forza applicando tale tecnica. Il carico utilizzato nel  sistema Oxford è il medesimo del  sistema DeLorme: il carico è pari al 100% del 10 RM dell'atleta nella prima serie, del 66% del 10 RM nella seconda serie, e del 50% di 10 RM nella terza serie. Anche in questo caso le percentuali possono essere variate, dal momento che ciò che caratterizza la Piramide decrescente è il semplice concetto di riduzione progressiva del carico.

### Piramide doppia o con ritorno
La piramide doppia o "con ritorno" (da alcuni definita come il vero  piramidale) combina tra loro i sistemi Light to heavy e Heavy to light in un unico gruppo di serie di un esercizio. Anche questa variante può essere usata nel powerlifting e nel bodybuilding. Il sistema consiste nel partire con la prima serie da carichi leggeri seguendo lo schema Light to heavy, e, una volta raggiunto il massimo carico e le minime ripetizioni, i carichi vengono nuovamente ridotti progressivamente seguendo il modello Heavy to light. Esiste anche la  piramide doppia inversa, in cui l'atleta inizia dallo schema Heavy to light nelle prime serie, passando al Light to heavy. Un primo studio sul sistema piramidale doppio indicò una certa efficacia nell'aumentare la massa delle gambe e del tronco, così come la forza in trazione ed estensione. Tuttavia, nella letteratura recente questo sistema è stato maggiormente criticato. Alcuni testi sostengono che in realtà sia questa la reale definizione del sistema piramidale, e che i sistemi Light to heavy e Heavy to light siano in realtà da considerare come "mezze piramidi" (half pyramid). Effettivamente, i sistemi Light to heavy e Heavy to light (rispettivamente DeLorme e Oxford system) nacquero negli anni cinquanta e non erano in origine denominati come piramidi, mentre il  sistema piramidale, inteso come aumento e decremento dei carichi, venne testato e riconosciuto come tale negli anni sessanta da Leighton.

### Piramide tronca
Esiste poi un'ulteriore sottoclassificazione meno diffusa, chiamata piramide tronca o spezzata. Essa si struttura dall'utilizzo di carichi e intensità solamente basse o intermedie. Ciò significa che questa piramide non prevede di arrivare ad intensità massimali tipiche dello sviluppo della forza massima, e correlate ad un numero basso di ripetizioni, ma si mantiene entro range di intensità più contenuti, e quindi a ripetizioni maggiori. In realtà la  piramide tronca così come viene definita coincide con la versione originale ideata negli anni cinquanta, cioè con il DeLorme e Oxford system, dove il numero di serie erano tre, e il numero di ripetizioni arrivava al massimo a 10 (connesse con un'intensità relativa del 75% 1 RM e inferiori). Solo in seguito è stata rielaborata prevedendo intensità massimali (2-4 RM), oltre che più serie. Questa variante può essere più facilmente adatta ad atleti principianti, oltre che utile nel bodybuilding più che nel powerlifting, in quanto non raggiunge intensità utili per lo sviluppo della forza massima.

### Piramide a base larga e a base stretta
Il sistema piramidale viene ulteriormente distinto nelle varianti a base larga o a base stretta. Queste fanno riferimento all'intensità relativa minima e alle ripetizioni massime raggiunte nel gruppo di serie. Ad esempio una  piramide a base stretta Light to heavy, prevede che i carichi inferiori, in questo caso utilizzati nella prima serie, siano correlati all'alta intensità (80/85-100% 1RM). Si potrebbe partire da 6 RM nella prima serie, per poi arrivare a 1 o 2 RM nell'ultima serie (85-95/100% 1RM). Una  piramide a base larga Light to heavy invece prevede che i carichi inferiori, cioè quelli usati nella prima serie, siano correlati alla bassa o media intensità (60-75% 1RM). Si potrebbe quindi partire da 15 RM (65% 1RM) nella prima serie e arrivare a 8 RM (80% 1RM) nell'ultima serie (Piramide tronca), oppure terminare con alte intensità (4-6 RM = 85-90% 1RM)). Naturalmente la base larga o la base stretta possono essere applicati anche nel sistema Heavy to light. In termini semplici, la  piramide a base stretta lavora esclusivamente nei range di intensità, quindi di carichi e di ripetizioni, tipiche degli allenamenti per lo sviluppo della forza massima. Proprio per questo può essere più comunemente utilizzata nel powerlifting e nel weightlifting. La piramide a base larga invece lavora nel range di intensità adatto per lo sviluppo dell'ipertrofia e della resistenza muscolare se impostata come piramide tronca, ma può toccare anche le alte intensità tipiche della forza massima. In quest'ultimo caso il numero complessivo di serie tende ad aumentare. Questa variante, soprattutto in forma di Piramide tronca, viene maggiormente applicata da parte dei bodybuilder o degli entusiasti del fitness.

### Piramide inversa di Bernstein
Nel 1997,   Richard K. Bernstein, medico americano specializzato nelle patologie diabetiche, introdusse una variante della piramide decrescente o inversa (reverse pyramid) che trattò nel suo libro Dr. Bernstein's Diabetes Solution, in cui veniva introdotta l'esecuzione in super slow. Secondo Bernstein, usando la sua piramide inversa si possono triplicare le ripetizioni ad alta intensità che si sarebbe capaci di svolgere, accelerando i guadagni di forza. La Piramide inversa di Bernstein viene impostata scegliendo un carico che permette non più di 4-8 ripetizioni massime con una velocità di movimento (speed of movement) della durata di 8-10 secondi sia nella fase positiva che in quella negativa (16-20 secondi a ripetizione). Pare chiaro che l'intensità relativa del carico (% 1-RM) in questo caso non corrisponda al numero di ripetizioni massime eseguibili con un ritmo normale (80-90% 1 RM), ma debba essere molto più ridotto, come imposto dal metodo Super slow. La serie successiva viene svolta riducendo il carico del 10-20% portando ancora la serie al cedimento muscolare (indicativamente 4 ripetizioni). La terza serie prevederà ancora una riduzione di un ulteriore 10-20% portando la serie al cedimento. Secondo Bernstein, tale tecnica permetterebbe di guadagnare maggiore forza e resistenza muscolare.

## Critiche
Il Sistema piramidale è stato molto criticato da parte della letteratura scientifica e da diversi autori. Grainer e Paoli osservano che la tecnica presenti alcuni problemi nell'applicazione, soprattutto da parte degli atleti avanzati. Uno dei principali punti che possono essere messi in discussione riguarda il fatto che anche nelle tradizionali serie multiple in cui il carico rimane invariato il numero di ripetizioni eseguibili cala inevitabilmente. Infatti eseguire una serie a cedimento provoca uno stato di affaticamento muscolare e nervoso tale da rendere impossibile l'esecuzione della serie successiva mantenendo invariato il numero di ripetizioni con lo stesso carico, specie se questo avviene con tempi di recupero incompleti. Ciò succede soprattutto ad atleti più esperti, abituati a lavorare alla massima fatica e a portare la serie al cedimento muscolare. Si osserva che un protocollo piramidale (crescente) che prevede una riduzione progressiva delle ripetizioni potrebbe essere praticato anche senza incremento del carico, poiché già in partenza l'affaticamento imporrebbe una prestazione inferiore dalla seconda serie con una conseguente riduzione delle ripetizioni. Se l'atleta riesce a dare il massimo ad ogni serie, il decremento della soglia di cedimento ha luogo comunque anche se viene mantenuto lo stesso peso. In altri termini, il piramidale non permette di eseguire le ripetizioni corrispondenti alla percentuale di carico stabilita o alle ripetizioni massime (RM) stabilite (specie della piramide crescente) già dalla seconda serie, imponendo il cedimento prima di quanto previsto.
In realtà per questo scopo giocano un ruolo fondamentale anche i tempi di recupero. Infatti è stato dimostrato che, quando il tempo di recupero è di almeno 3 minuti, può essere mantenuta un'esecuzione di 10 RM (ripetizioni massime) per 3 serie, quindi la prestazione non subisce un decremento, almeno a breve termine. Tuttavia questi lunghi tempi di recupero vengono impiegati negli allenamenti con carichi ad alta intensità per sviluppare la forza massimale (>80-85% 1 RM). Quando invece viene impostato solo 1 minuto di recupero tra le serie, l'andamento delle ripetizioni massime cala progressivamente da 10, 8 e 7 RM in 3 serie consecutive. Uno o due minuti tra le serie sono i tempi di recupero più indicati per i protocolli di allenamento adatti allo sviluppo dell'ipertrofia muscolare o l'endurance muscolare, e vengono applicati nel caso di carichi a media o bassa intensità (<80% 1RM). Tale durata sarebbe però incompatibile con i programmi di ipertrofia legati ad intensità moderate (cioè da 10 o più RM), dove vengono indicati meno di 3 minuti di recupero, solitamente tra i 60 e i 90 secondi. Come menzionato, nel bodybuilding i tempi di recupero indicati per l'ipertrofia sono generalmente più ridotti di quelli necessari per poter mantenere la performance invariata, per questo gli atleti non riuscirebbero ad applicare la tecnica come teoricamente concepita. Va comunque segnalato che anche recuperi di 3 minuti riescano a ridurre la prestazione con l'andamento delle serie durante un allenamento, ma in maniera significativamente minore rispetto a recuperi di 1 minuto, mentre con 2 minuti di recupero il decremento del numero di ripetizioni appare significativo dalla terza serie. Si potrebbe quindi concludere che un sistema piramidale riuscirebbe ad essere svolto come viene teorizzato, solo se non insorge e non interferisce il fenomeno della fatica, tuttavia anche 3 o più minuti di recupero causano un affaticamento che impedisce di mantenere la prestazione inalterata durante un esercizio con le serie multiple previste.
Se il piramidale può rivelarsi meno adatto per gli atleti esperti, alcuni osservano che esso può essere utile per i principianti al fine di abituarli all'incremento del carico e dell'intensità. I principianti difficilmente portano le serie al cedimento, tendendo semplicemente a completare il numero di ripetizioni previste sulla scheda di allenamento. In questo caso il piramidale sarebbe una strategia utile per abituare l'atleta a raggiungere il pieno esaurimento muscolare e ad abituarsi a lavorare ad intensità e carichi elevati. Altrimenti può essere utile nel caso l'atleta avanzato voglia organizzare un ciclo di defaticamento ad intensità ridotte. Un'altra necessaria segnalazione riguarda il fatto che le piramidi (con recuperi incompleti) non riuscirebbero ad essere praticate come concepite solo se viene previsto il cedimento muscolare e le ripetizioni massime (RM) per un dato carico. Tuttavia, i programmi di allenamento con i pesi non necessariamente e non sempre impongono di raggiungere il cedimento muscolare concentrico, quindi le tecniche in questione potrebbero essere effettivamente praticate come descritte se questo punto non viene raggiunto. Alcune evidenze scientifiche riconoscono che anche il cedimento muscolare debba essere soggetto a periodizzazione, per tanto nei cicli periodizzati in cui esso non viene raggiunto è possibile concludere che le piramidi possano essere svolte almeno in parte con successo.

## La ricerca
La ricerca scientifica ha da tempo approfondito gli effetti del sistema piramidale, sebbene i diversi studi possano applicare dei protocolli largamente diversi tra loro (crescente, decrescente, doppio, base larga, base stretta, varie intensità ecc). In origine fu il già citato DeLorme a scoprirne i benefici (DeLorme et al., 1948) riportando un significativo incremento della forza durante un programma di allenamento a breve termine. Il sistema di DeLorme però era una Piramide crescente che consisteva in 3 serie da 10 ripetizioni, in cui il carico utilizzato nella prima serie era pari al 50% dei 10 RM dell'atleta, del 66% dei 10 RM nella seconda serie, e del 100% dei 10 RM nella terza serie. In contemporanea, Zinovieff (1951) e McMorris e Elkins (1952) rilevarono che anche la Piramide organizzata in maniera inversa (decrescente), applicando gli stessi carichi di lavoro, permetteva di ottenere gli stessi benefici. Alcuni anni dopo Leighton et al. (1967) confermarono questi risultati applicando la Piramide doppia, indicandone una certa efficacia nel aumentare la massa delle gambe e del tronco, così come la forza in trazione ed estensione. Svariati anni più tardi, Fish et al. (2003), comparando le tecniche DeLorme e Oxford sul leg extension, riscontrarono che la DeLorme produceva guadagni della forza superiori in media di quasi 5 kg (10 libbre) rispetto al Sistema Oxford, anche se le differenze non furono giudicate significative. Più di recente, Nunes et al. (2011) hanno analizzato la risposta immunologica di diversi schemi di allenamento con i pesi, tra cui il Piramidale decrescente ad alta intensità (5-4-3-2-1 RM con 3 minuti di recupero), e dai risultati ottenuti, è emerso che tale risposta non differisce tra questo metodo e il classico protocollo a serie multiple. Paoli et al. (2011) confrontarono il Sistema piramidale con il Rest pause. Venne osservato che il sistema piramidale presenta una maggiore componente lattacida rispetto al Rest pause, ma quest'ultima tecnica mostrava maggiori indici di danno muscolare (CK ematica). Altre due ricerche (Charro et al., 2010, Charro et al., 2012) hanno voluto esaminare le differenze tra le risposte ormonali e metaboliche del Piramidale crescente (67%-1RM, 74%-1RM e 80%-1RM) comparandolo con lo schema tradizionale a serie multiple. I due metodi sono risultati in simili risposte di GH, cortisolo e lattato, senza lasciar intendere la superiorità del sistema piramidale. Anche se le prime ricerche datate sul sistema piramidale rilevavano un generale incremento della forza, pare non sia stata mai dimostrata un'eventuale superiorità di tale metodo, né se confrontata con l'esercizio tradizionale a normali serie multiple, né con diverse tecniche speciali. Ulteriori studi attuali in cui questo metodo è stato paragonato ad altri sistemi, mettono fortemente in discussione la sua superiorità anche solo sulle strategie tradizionali, a parità di volume, intensità e carico utilizzato.

## Esempi di metodo piramidale

### Piramide crescente
- 12RM
- 10RM
- 8RM

### Piramide decrescente
- 8RM
- 10RM
- 12RM

### Piramide doppia
- 10RM
- 8RM
- 5RM
- 3RM
- 5RM
- 8RM
- 10RM

### Piramide doppia inversa
- 3RM
- 5RM
- 8RM
- 10RM
- 8RM
- 5RM
- 3RM

## Altre tecniche diresistance training
- Super set
- Tri set
- Set gigante
- Stretch contrastato
- Stripping
- Rest pause
- Ripetizioni eccentriche
- Ripetizioni forzate
- Ripetizioni negative
- Cheating
- Super slow
- Peak contraction
- Doppio impatto
- Burns
- Serie del 21
- Mantieni Peso (MP)
- Mantieni Ripetizioni (MR)
- Cedimento muscolare